# William C. C. Claiborne

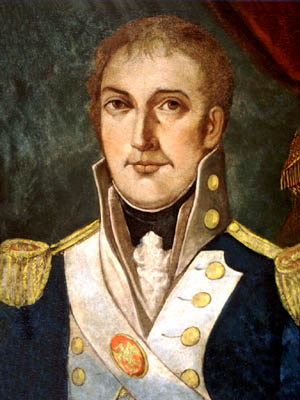
William C. C. Claiborne

William Charles Cole Claiborne (* um 1775 im Sussex County, Colony of Virginia; † 23. November 1817 in New Orleans, Louisiana) war ein US-amerikanischer Politiker und von 1812 bis 1816 der erste Gouverneur des Bundesstaates Louisiana. Er war außerdem von 1797 bis 1801 Abgeordneter im US-Repräsentantenhaus für Tennessee und im Jahr 1817 US-Senator für Louisiana.

## Leben und Wirken

### Jugend und politischer Aufstieg
Das genaue Geburtsdatum von Claiborne ist unbekannt. Die Quellen gehen aber vom Jahr 1775 aus. Er zog nach Richmond, wo er eine Privatschule besuchte. Für kurze Zeit hat er auch das William and Mary College besucht. Im Alter von 16 Jahren zog er nach New York City, damals die Bundeshauptstadt der Vereinigten Staaten. Dort bekam er eine Stelle in der Verwaltung des US-Repräsentantenhauses. Nachdem die Hauptstadt nach Philadelphia in Pennsylvania verlegt worden war, zog auch Claiborne dorthin. Nach einem Jurastudium in Richmond in Virginia zog er in das Sullivan County in Tennessee, um dort als Anwalt zu arbeiten.
In Tennessee war Claiborne im Jahr 1796 Mitglied der verfassungsgebenden Versammlung dieses Staates. Im gleichen Jahr wurde er von Gouverneur John Sevier zum Richter am Tennessee Supreme Court berufen. Ein Jahr später wurde er, obwohl er das vorgeschriebene Mindestalter von 25 Jahren noch nicht erreicht hatte, in das US-Repräsentantenhaus gewählt. Dort durfte er trotz seines Alters seinen Staat zwischen 1797 und 1801 vertreten. Nach seinem Ausscheiden aus dem Kongress wurde er zum Gouverneur im Mississippi-Territorium ernannt. Dieses Amt übte er von 1801 bis 1803 aus. Im Jahr 1803 war er einer der Beauftragten der amerikanischen Bundesregierung, die die Übergabe des durch Thomas Jefferson von Frankreich erworbenen Louisiana-Territoriums an die Vereinigten Staaten überwachten.

### Claiborne als Territorialgouverneur
Zwischen 1804 und 1812 war Claiborne Gouverneur des Orleans-Territoriums, das dem späteren Staat Louisiana entsprach. Zunächst waren seine Beziehungen zu der einheimischen kreolischen Bevölkerung gespannt. Im Laufe der Zeit konnte er aber deren Vertrauen gewinnen. In seiner Zeit als Territorialgouverneur nahm er viele Flüchtlinge aus Haiti auf, die vor der dortigen Revolution geflohen waren. Außerdem zogen viele Amerikaner aus anderen US-Staaten in sein Territorium. Auf der anderen Seite kam es dort auch zu einigen Sklavenaufständen, die Claiborne niederschlagen ließ. Nachdem der Westen von Florida im Jahr 1810 seine Unabhängigkeit von Spanien erklärt hatte, annektierte Claiborne dieses Gebiet auf Befehl von Präsident James Madison, der diesen Teil Floridas als Teil des Louisiana Purchase von 1803 betrachtete.

### Gouverneur von Louisiana
Im Jahr 1812 trat das Orleans-Territorium unter dem Namen Louisiana als eigenständiger Bundesstaat den Vereinigten Staaten bei. Bei den ersten Gouverneurswahlen wurde Claiborne sowohl vom Volk als auch von der Legislative zum ersten Gouverneur des neuen Staates gewählt. Laut der Staatsverfassung hatte die Legislative das letzte Wort bei der Gouverneurswahl. Sie musste unter den beiden Erstplatzierten der offenen Wahl den Gouverneur bestimmen. Dieses Verfahren wurde erst im Jahr 1845 geändert. Claiborne trat sein neues Amt am 30. Juli 1812 an. In seine Amtszeit fiel der Krieg von 1812, zu dem auch Louisiana seinen Beitrag leisten musste. Außerdem musste sich der Gouverneur mit dem Aufbau eines neuen Schul- und Bildungssystems befassen.

### Wahl in den Senat
Nach dem Ende seiner Amtszeit am 16. Dezember 1816 wurde Claiborne in den US-Senat gewählt. Seine dortige Amtszeit begann am 4. März 1817. Er starb allerdings noch vor der konstituierenden Sitzung dieses Gremiums. Sein Nachfolger im Senat wurde Henry Johnson. 
William Claiborne war dreimal verheiratet und hatte insgesamt vier Kinder.